# Джуна
Джу́на (настоящее имя — Евге́ния Юва́шевна Давиташви́ли, при рождении Сардис; 22 июля 1949, Урмия, Курганинский район, Краснодарский край, СССР — 8 июня 2015, Москва, Россия) — советская и российская писательница, художница, поэтесса, автор песен, президент общественной организации «Международная академия альтернативных наук», позиционировавшая себя как целитель и астролог. По собственному утверждению, являлась обладателем ряда наград, сертификатов и патентов, представленных для ознакомления на её официальном сайте.

## Биография
Джуна родилась 22 июля 1949 года на Кубани в селе Урмия Краснодарского края в семье эмигранта из Ирана Юваша Сардиса (по некоторым сведениям, отец носил фамилию Саркисов) и потомственной казачки Анны Григорьевны. Но есть сведения, что Джуна родилась не в 1949 году, а в 1935.
Проучившись два года в Ростовском техникуме кино и телевидения, бросила его и уехала в Москву. По другой версии, окончила Ростовский медицинский техникум и получила распределение в Тбилиси, где познакомилась с будущим мужем, Виктором Ираклиевичем Давиташвили. Позже у пары родился единственный ребёнок — Вахтанг (Вахо).
В Тбилиси её знали как целительницу влиятельные люди, артисты, художники, поэты. В 1980 г. председатель Совета министров Грузинской ССР Зураб Патаридзе посоветовал главе Госплана СССР Николаю Байбакову пригласить Джуну для лечения жены Байбакова, которой не могла помочь официальная медицина. Джуна прибыла в Москву. Своей властью Байбаков зачислил Джуну экспертом в ведомственную поликлинику. 16 августа 1980 года журналист Лев Колодный опубликовал о ней в газете «Комсомольская правда» статью «На прогулку в биополе? Репортаж о встрече с человеком, обладающим неразгаданным пока даром природы», после чего Джуна стала всесоюзно знаменитой. Она была принята на работу старшим научным сотрудником в Институт радиотехники и электроники имени В. А. Котельникова Российской академии наук (ИРЭ). В нём была создана лаборатория «Физические поля биологических объектов», изучавшая «эффект Джуны».
Евгения Давиташвили проходила обследование в физической лаборатории ИРЭ со сверхчувствительными приборами.
Председатель Комиссии по борьбе с лженаукой академик РАН Эдуард Кругляков, упоминая это обследование, писал: «Вы, конечно, помните, что писала пресса: Джуна одним движением руки могла заставить розу распуститься, могла ставить правильный диагноз по фотографии больного, перемещать предметы, не прикасаясь к ним, и т. д… Что же оказалось? Джуна — не более чем массажистка высокой квалификации, но для исцеления больных этого мало».
В 1986 году находилась в непродолжительном (продлился 24 часа) браке с Игорем Матвиенко.  Получила диплом лауреата теле-фестиваля Песня-86, как автор слов к песне «Знаю, любил» (исполнительница Ирина Понаровская). 
В 1989 году Госкомитет по делам изобретений и открытий выдал ей авторское свидетельство на целительство «бесконтактным массажем».
Проживала в Москве по адресу Большой Николопесковский переулок, дом 3, там же вела приём посетителей. В 1990 году организовала Международную академию альтернативных наук, а в июне 1994 года была на 5 лет избрана проректором Открытого Международного университета нетрадиционной медицины в Коломбо — организации, созданной выходцами из Советского Союза, которая занимается нетрадиционной медициной, эзотерикой и тому подобной антинаучной деятельностью.
В 1995 году приняла участие в выборах в Государственную Думу в составе «Блока Джуны», первая тройка — Евгения Давиташвили (Джуна), Андрей Волков, Александр Панкратов-Чёрный, Александр Левшин, в региональную группу входили Александр Иванович Лебедь (полный тёзка и однофамилец генерала Лебедя), Юрий Захаров, Алексей Кадочников. Платформа блока имела общедемократический характер: «приоритет общечеловеческих ценностей при условии сохранения национальных особенностей». Это был второй из блоков на этих выборах, состоящий из мифических организаций, возглавляемых помощниками депутата Госдумы первого созыва Андрея Волкова, против которого в 1994 году было возбуждено уголовное дело по ст. 147 часть 3 — мошенничество и вымогательство. Блок набрал 0,47 % голосов избирателей.
В 1997 году провозгласила себя царицей ассирийского народа.
Помимо целительства, Джуна активно занималась творчеством: рисовала, писала стихи, рассказы, выступала на сцене вместе с Игорем Тальковым и Андреем Державиным.
Джуна скончалась в Москве 8 июня 2015 года на 66-м году жизни. По утверждению актёра Станислава Садальского, перед смертью Джуна два последних дня пробыла в коме. 13 июня была похоронена на Ваганьковском кладбище рядом с могилой сына.

### Личная жизнь
- муж Виктор Ираклиевич Давиташвили;
  - единственный сын Вахтанг (Вахо) Давиташвили скончался зимой 2001 года; по одним данным — в автокатастрофе, по другим — в сауне либо от проблем с сердцем, либо был убит[12][25][26]. После смерти сына Джуна жила затворницей[27].
- в 1986 году был непродолжительный брак с Игорем Матвиенко.

## Награды
- Орден Дружбы народов (14 февраля 1994 года) — за заслуги по оказанию помощи в лечении и психологической реабилитации участников войны и активную общественную деятельность[28].
- Джуна являлась автором текста песни на музыку Александра Нагаева[29] в исполнении Ирины Понаровской «Знаю: любил», ставшей лауреатом фестиваля «Песня-86».

## Легенды о Джуне
По утверждениям некоторых СМИ (а также интервью), в разное время пациентами Джуны являлись Генеральный секретарь ЦК КПСС Леонид Брежнев, художник Илья Глазунов, киноактёры Джульетта Мазина, Роберт де Ниро, Марчелло Мастроянни, кинорежиссёры Андрей Тарковский и Федерико Феллини. Однако официальные подтверждения факта участия в лечении отсутствуют. В воспоминаниях лечащих врачей и медсестёр Джуна не упоминается.
По свидетельству Михаила Буянова, «координатор лечения Брежнева Евгений Чазов не раз отмечал, что о приглашении каких-то народных целителей и знахарок никогда даже разговора не было».
С другой стороны, директор ИРЭ академик Юрий Гуляев рассказывает:

 Вызывает меня Велихов и Гурий Иванович Марчук. Он в то время был председателем Комитета по науке и технике и зампредом Совета Министров. Говорит нам, что у него состоялся разговор с Брежневым. Тот попросил разобраться с Джуной: лечит она Генсека или калечит. Приглашает нас Кириленко, которому Брежнев очень доверял. Он спрашивает: «Что нужно?» Женя Велихов хорошо знал ситуацию в ЦК, а потому сразу же сказал: нужно по миллиону долларов и по десять миллионов рублей. Что удивительно, но деньги нам сразу же дали. И мы начали этой проблемой заниматься очень серьёзно.

В интервью журналисту Борису Соболеву в рамках фильма-расследования «Идущие к чёрту» Джуна заявляла, что приезжала лечить Брежнева в 1978 году по просьбе министра культуры СССР Екатерины Фурцевой. В реальности такого быть не могло: Фурцева умерла в 1974 году, да и сама Джуна в то время работала буфетчицей в Тбилиси. Там же она утверждала, что встречалась с Папой Римским и что он, якобы, подарил ей «лучевую кость Иисуса Христа». С Папой Римским Джуна действительно виделась, но как обычная туристка. Джуна не смогла пояснить, каким образом и в связи с чем понтифик мог подарить ей часть скелета Христа, вознёсшегося, согласно христианскому вероучению, на небо вскоре после воскрешения.
По словам полковника КГБ в отставке Олега Сторонова, бывшего с 1974 по 1988 годы комендантом дачи Брежнева «Заречье», Джуну он никогда не видел ни рядом с Брежневым, ни на территории объекта.
Также утверждалось, что она имела множество наград, включая звание Героя Социалистического Труда, медаль ООН «За укрепление мира», орден «Женщина мира и справедливости, соединяющая дух человечества», именную медаль «За отвагу», звание генерал-полковника медицинской службы. 12 января 1993 года совет ветеранов «в знак признательности за многолетнюю заботу о воинах-афганцах и в знак будущего сотрудничества» «присвоил» Джуне почётное звание «генерал-полковника медицинской службы» с правом ношения формы. Однако официальное подтверждение всем этим награждениям отсутствует. Генерал-лейтенант Алексей Савин, руководитель экспертно-аналитического управления Генерального штаба ВС РФ, в интервью утверждал, что в своё время тестировал Джуну в рамках одного из проектов Министерства обороны СССР под названием «Программа развития скрытых сверхвозможностей и способностей человека», но отказался её привлекать к дальнейшей работе, чтобы не лишить её права общаться с пациентами.
По словам вице-президента Ассоциации ветеранов спецслужб «Беркут», историка, «генерала в отставке» Валерия Малеванного (чья принадлежность к спецслужбам подвергается сомнению, а сам он имеет судимость), в начале 1980-х годов Джуна проводила тестирование офицеров внешней разведки в центре парапсихологии мозга человека ГРУ. Он же утверждает, что орден Дружбы народов в 1994 г. она получила якобы за содействие подписанию иностранными партнёрами соглашений о разделе продукции «Сахалин-1» и «Сахалин-2» на выгодных для России условиях.
В 2013 году начались съёмки телесериала «Джуна», основанного на её биографии. В главной роли — Лаура Кеосаян, режиссёр — Вадим Островский. Вышел на экраны в сентябре 2015 года.

## Публикации
- Джуна. Слушаю свои руки. — М.: Физкультура и спорт, 1988.
- Джуна. Поэзия и живопись Книга-миниатюра. — Приложение к журналу «Полиграфия» № 3, 1989.
- Джуна. Бесконтактный массаж. Профилактическая методика. — М.: Физкультура и спорт, 1989.
- Песни Джуны. Сборник. — Советский композитор, 1990.
- Давиташвили Е. Ю. Я — Джуна. — Ростов-на-Дону: Редакция журнала «Дон», 1990. — 208 с. — ISBN 5-7509-0208-0.